# FK Fotbal Třinec 2010/2011
FK Fotbal Třinec v sezóně 2010/2011.

## Hráli za Třinec 2010/2011
| Brankáři | Martin Lipčák                 | Archivováno 23. 9. 2010 na Wayback Machine. |
|          | Václav Bruk                   | Archivováno 23. 9. 2010 na Wayback Machine. |
| Obránci  | Radek Kuděla                  | Archivováno 23. 9. 2010 na Wayback Machine. |
|          | Ondřej Buzek                  | Archivováno 23. 9. 2010 na Wayback Machine. |
|          | Petr Lisický                  | Archivováno 23. 9. 2010 na Wayback Machine. |
|          | Jaroslav Chlebek              | Archivováno 23. 9. 2010 na Wayback Machine. |
|          | Marcin Bednarek               | Archivováno 23. 9. 2010 na Wayback Machine. |
|          | Daniel Rehák                  | Archivováno 23. 9. 2010 na Wayback Machine. |
|          | Tomáš Cihlář                  | Archivováno 23. 9. 2010 na Wayback Machine. |
| Záloha   | Petr Joukl                    | Archivováno 23. 9. 2010 na Wayback Machine. |
|          | Martin Maroši                 | Archivováno 23. 9. 2010 na Wayback Machine. |
|          | František Hanus               | Archivováno 23. 9. 2010 na Wayback Machine. |
|          | Pavel Malíř                   | Archivováno 23. 9. 2010 na Wayback Machine. |
|          | Martin Surynek                | Archivováno 23. 9. 2010 na Wayback Machine. |
|          | Michael Hupka                 | Archivováno 23. 9. 2010 na Wayback Machine. |
|          | Miroslav Ceplák               | Archivováno 23. 9. 2010 na Wayback Machine. |
|          | Ondřej Byrtus                 | Archivováno 23. 9. 2010 na Wayback Machine. |
|          | Patrik Siegl                  | Archivováno 23. 9. 2010 na Wayback Machine. |
| Útok     | Martin Doležal                | Archivováno 23. 9. 2010 na Wayback Machine. |
|          | Ebus Onuchukwu Chukwubuka     | Archivováno 23. 9. 2010 na Wayback Machine. |
|          | Peter Štyvar                  | Archivováno 23. 9. 2010 na Wayback Machine. |
|          | Tomas Radzinevičius           | Archivováno 23. 9. 2010 na Wayback Machine. |
| Trenéři  | Zdeněk Dembinný (1.- 5. kolo) |                                             |
|          | Patrik Krabec (6.-10. kolo)   |                                             |
|          | Ľubomír Luhový (od 11. kola)  |                                             |

## 2. česká fotbalová liga 2010/2011 - výsledky
| Kolo | Domácí              | Výsledek | Hosté               | Střelci Třinec                                        |
| ---- | ------------------- | -------- | ------------------- | ----------------------------------------------------- |
| 1.   | Třinec              | 1 : 0    | FC Hlučín           | Ebus Onuchukwu                                        |
| 2.   | SK Slovan Varnsdorf | 2 : 0    | Třinec              |                                                       |
| 3.   | Třinec              | 0 : 0    | FC Graffin Vlašim   |                                                       |
| 4.   | FK Dukla Praha      | 2 : 0    | Třinec              |                                                       |
| 5.   | Třinec              | 0 : 3    | 1. SC Znojmo        |                                                       |
| 6.   | SK Kladno           | 1 : 1    | Třinec              | vlastní Kladna                                        |
| 7.   | Třinec              | 1 : 0    | FK Sezimovo Ústí    | Pavel Malíř                                           |
| 8.   | FK Baník Sokolov    | 2 : 2    | Třinec              | Tomas Radzinevičius                                   |
| 9.   | Třinec              | 2 : 0    | FC Zenit Čáslav     | Tomas Radzinevičius, Ebus Onuchukwu                   |
| 10.  | FC Tescoma Zlín     | 1 : 0    | Třinec              |                                                       |
| 11.  | Třinec              | 1 : 0    | FC Vysočina Jihlava | Martin Maroši                                         |
| 12.  | FK Viktoria Žižkov  | 1 : 2    | Třinec              | Pavel Malíř, Martin Maroši                            |
| 13.  | Třinec              | 3 : 0    | AC Sparta Praha "B" | Peter Štyvar, Miroslav Ceplák, z penalty Pavel Malíř  |
| 14.  | Třinec              | 0 : 0    | MFK Karviná         |                                                       |
| 15.  | FK Baník Most       | 0 : 0    | Třinec              |                                                       |
| 16.  | FC Hlučín           | 1 : 3    | Třinec              | František Hanus, z penalty Pavel Malíř, Patrick Oboya |
| 17.  | Třinec              | 2 : 1    | SK Slovan Varnsdorf | František Hanus, Ebus Onuchukwu                       |
| 18.  | FC Graffin Vlašim   | 0 : 1    | Třinec              | František Hanus                                       |
| 19.  | Třinec              | 1 : 1    | FK Dukla Praha      | František Hanus                                       |
| 20.  | 1. SC Znojmo        | 2 : 0    | Třinec              |                                                       |
| 21.  | Třinec              | 2 : 0    | SK Kladno           | František Hanus, Tomáš Mrázek                         |
| 22.  | FK Sezimovo Ústí    | 1 : 0    | Třinec              |                                                       |
| 23.  | Třinec              | 2 : 2    | FK Baník Sokolov    | Pavel Malíř, Ebus Onuchukwu                           |
| 24.  | FC Zenit Čáslav     | 4 : 1    | Třinec              | Daniel Rehák                                          |
| 25.  | Třinec              | 2 : 1    | FC Tescoma Zlín     | Miroslav Ceplák, František Hanus                      |
| 26.  | FC Vysočina Jihlava | 0 : 0    | Třinec              |                                                       |
| 27.  | Třinec              | 1 : 4    | FK Viktoria Žižkov  | František Hanus                                       |
| 28.  | AC Sparta Praha "B" | 1 : 2    | Třinec              | Petr Lisický, František Hanus                         |
| 29.  | MFK Karviná         | 2 : 1    | Třinec              | Michael Hupka (vlastní), František Hanus              |
| 30.  | Třinec              | 1 : 2    | FK Baník Most       | Pavel Malíř                                           |